# Peterborough-Ouest
Pour les articles homonymes, voir Peterborough.
Peterborough-Ouest fut une circonscription électorale fédérale de l'Ontario, représentée de 1867 à 1953.
C'est l'Acte de l'Amérique du Nord britannique de 1867 qui divisa le comté de Peterborough en deux districts électoraux, Peterborough-Est et Peterborough-Ouest. Abolie en 1952, elle fut incorporée à Peterborough.

## Géographie
En 1867, la circonscription de Peterborough-Ouest comprenait:
- Une partie du comté de Northumberland
  - Le canton de South Monaghan
- Une partie du comté de Peterborough
  - Les cantons de North Monaghan, Smith et Ennismore
  - La ville de Peterborough

En 1924, elle comprenait:
- Une partie du comté de Peterborough
  - Les cantons de Galway, Cavendish, Harvey, Ennismore, Smith, Douro, Otanabee et North Monaghan
  - La ville de Peterborough
- Une partie du comté de Northumberland
  - Le canton South Monaghan

## Députés
1. 1867-1872 — Charles Perry, CON
2. 1872-1878 — John Bertram, PLC
3. 1878-1887 — George Hilliard, L-C
4. 1887-1896 — James Stevenson, CON
5. 1896-1904 — James Kendry, CON
6. 1904-1908 — Robert Richard Hall, PLC
7. 1908-1911 — James Robert Stratton, PLC
8. 1911-1921 — John Hampden Burnham, CON
9. 1921-1925 — George Newcombe Gordon, PLC
10. 1925-1935 — Edward Armour Peck, CON
11. 1935-1940 — Joseph James Duffus, PLC
12. 1940-1953 — Gordon Knapman Fraser, PC

- CON = Parti conservateur du Canada (ancien)
- L-C = Parti libéral-conservateur
- PC = Parti progressiste-conservateur
- PLC = Parti libéral du Canada